# Charlotta Almlöf
Anna Maria Franziska Charlotta Almlöf född Ficker 16 juni 1813 i Hovförsamlingen, Stockholms stad, död 11 november 1881 i Hovförsamlingen, Stockholms stad, var en svensk skådespelerska. Hon var dotter till Christian Fredrik Ficker och Johanna Charlotta Widerberg och syster till Mathilda Gelhaar samt gift med Nils Almlöf.

## Biografi och karriär
Charlotta, vars far var anställd vid hovkapellet, blev elev vid Dramatens elevskola 1830 och blev fast anställd vid Dramaten 1834. Hon gifte sig 1839 med skådespelaren Nils Almlöf, hennes förre instruktör vid elevskolan. Hon ansågs vacker och graciös och var en av de mest populära skådespelarna under 1840-talet och 1850-talet.
Efter debuten som Selinda i "Kalifen i Bagdad" gjorde hon pojkroller i "Kung Edwards söner", huvudrollen i "Preciosa" och spelade mot sin nyblivna man i "De Gifta" strax efter bröllopet. Hennes mest lyckade roller ansågs vara huvudrollen i "Anna av Österrike", drottning Anna i "Ett glas vatten" och Hedvig Eleonora i "Lucidor Den Olycklige". Bland övriga roller fanns Lucretia av Urbino i Boja och krona mot Nils Almlöf, Emilie Högquist och Aurora Österberg säsongen 1844–1845, Hildegard i Läkaren mot Almlöf och Gustaf Kinmansson och Fanny Westerdahl 1845–1846, drottning Filippa i Engelbrechkt 1846–1847 mot Georg Dahlqvist, Westerdahl och Almlöf, drottningen i Karl IX mot Almlöf, Georg Dahlquist, Zelma Hedin och Fanny Westerdahl 1847–1848 och hertiginnan av Boullion i Adrienne Lecovreuer mot Zelma Hedin och Almlöf 1851–1852. 
Hon började i sångroller och gick vidare till drama. Hon ansågs vara nätt och förtjusande som hjältinna och "tycks någon gång själv vara ganska road". Då Charlotta Eriksson slutgiltigt lämnade teatern 1842 fick Almlöf överta mycket av dennas rollfack, särskilt de "koketta" rollerna. Hon blev dock så överskattad i början att det var svårt att svara upp till de högt ställda förväntningarna. Många kritiker ansåg henne kokett och affekterad (1841), elegant och med bra hållning men konstlad, sakna mimik, gestikulera dåligt och inte kunna nyansera rösten (1850), men hon var populär i den "finare komedin" och spelade koketta salongsdamer och muntra flickor. År 1843 hade hon en lön på 1333. Hon beskrivs som en av de mest populära skådespelarna hos publiken under samtiden, men hon var inte lika populär hos kritikerna som hos publiken och ansågs överskattad och utan att riktigt "förtjäna" sin popularitet. 
Den 27 juni 1859 höll hon sin avskedsföreställning i "Lucidor".

## Teater

### Roller (ej komplett)
| År   | Roll | Produktion              | Teater            |
| ---- | ---- | ----------------------- | ----------------- |
| 1842 |      | Kotteriet Eugène Scribe | Kirsteinska huset |